# Materno Giribaldi
Materno Giribaldi (1870-1951) foi um escultor italiano que iniciou sua carreira no ambiente da scapigliatura milanesa, tornando-se aluno e colaborador próximo do escultor Ernesto Bazzaro (1859-1937). Na transição dos século XIX e XX, se evidencia a influência de Leonardo Bistolfi (1859-1933) sobre sua obra. Neste período profícuo participa de diversos concursos para monumentos públicos e mostras, como as Exposições Trienais de Milão, a Exposição Geral Italiana (Turim, 1898) e a Mostra Nacional de Belas Artes (Milão, 1906). No começo do século XX, retorna à cidade natal, Asti, onde realiza monumentos públicos, bustos e obras fúnebres. Em 1925, imigra para o Brasil e assume a cadeira de modelagem e plástica no Liceu de Artes e Ofícios de São Paulo, anteriormente ocupada por Amedeo Zani (1869-1944).

## Biografia
Materno Gaetano Giribaldi nasceu na cidade de Asti em 18 de julho de 1870. Aos 15 anos, matriculou-se na Academia de Belas Artes de Brera, onde permaneceu até 1890. Tornando-se aluno e colaborador próximo do escultor Ernesto Bazzaro (1859-1937), vivenciou o ambiente da scapigliatura milanesa. Após passagens por Paris e Boston, retornou a Milão e participou de diversas mostras — Exposições Trienais de Milão, Exposição Geral Italiana (Turim, 1898) e a Mostra Nacional de Belas Artes (Milão, 1906) — assim como de concursos para monumentos públicos. Neste período se evidencia a influência de Leonardo Bistolfi (1859-1933) sobre sua obra. Colega de Ernesto Bazzaro na Academia de Belas Artes de Brera, Bistolfi tornou-se o principal expoente da escultura simbolista italiana. 
No início do século XX, Giribaldi retornou à cidade natal, onde trabalhou como professor na Escola Municipal de Artes e Ofícios, além de realizar monumentos públicos, bustos e obras fúnebres. Logo após sua vitória no concurso para o Monumento aos Caídos de Asti, o resultado foi anulado em adesão ao parecer da sessão local do Partido Nacional Fascista. Giribaldi decide, então, imigrar para o Brasil e assume a cadeira de modelagem e plástica no Liceu de Artes e Ofícios de São Paulo, anteriormente ocupada por Amedeo Zani (1869-1944).

## Obras
As obras de Materno Giribaldi apresentam elementos do simbolismo italiano, um estilo de representação visual que agrupa estilos artísticos europeus do final do século XIX. Suas obras se caracterizam ainda por composições assimétricas, com uma profusão decorativa de massas florais.
Fonte Monumental Medici, em comemoração ao Aqueduto de Cantarana (1908) - Asti, Piemonte
Monumento Saroldi-Lusso-Omedè (1921) - Asti
Monumento aos Soldados Mortos de Montiglio, Piemonte (1923)
Monumento aos Soldados Mortos de Viarigi, Piemonte (1924)
Monumento da Família Jafet (1925-1932) - Cemitério da Consolação
Túmulo da Família Horácio Vergueiro Rudge (1931) - Cemitério da Consolação 
Medalhão memorialista no Mausoléu da Família Aliberti - Cemitério do Araçá
Mausoléu da Família Tognato (1935) - Cemitério de Santo André
Túmulo de Carlo Mauro (1938) - Cemitério São Paulo
Monumento da Família Rossa (1942) - Cemitério São Paulo

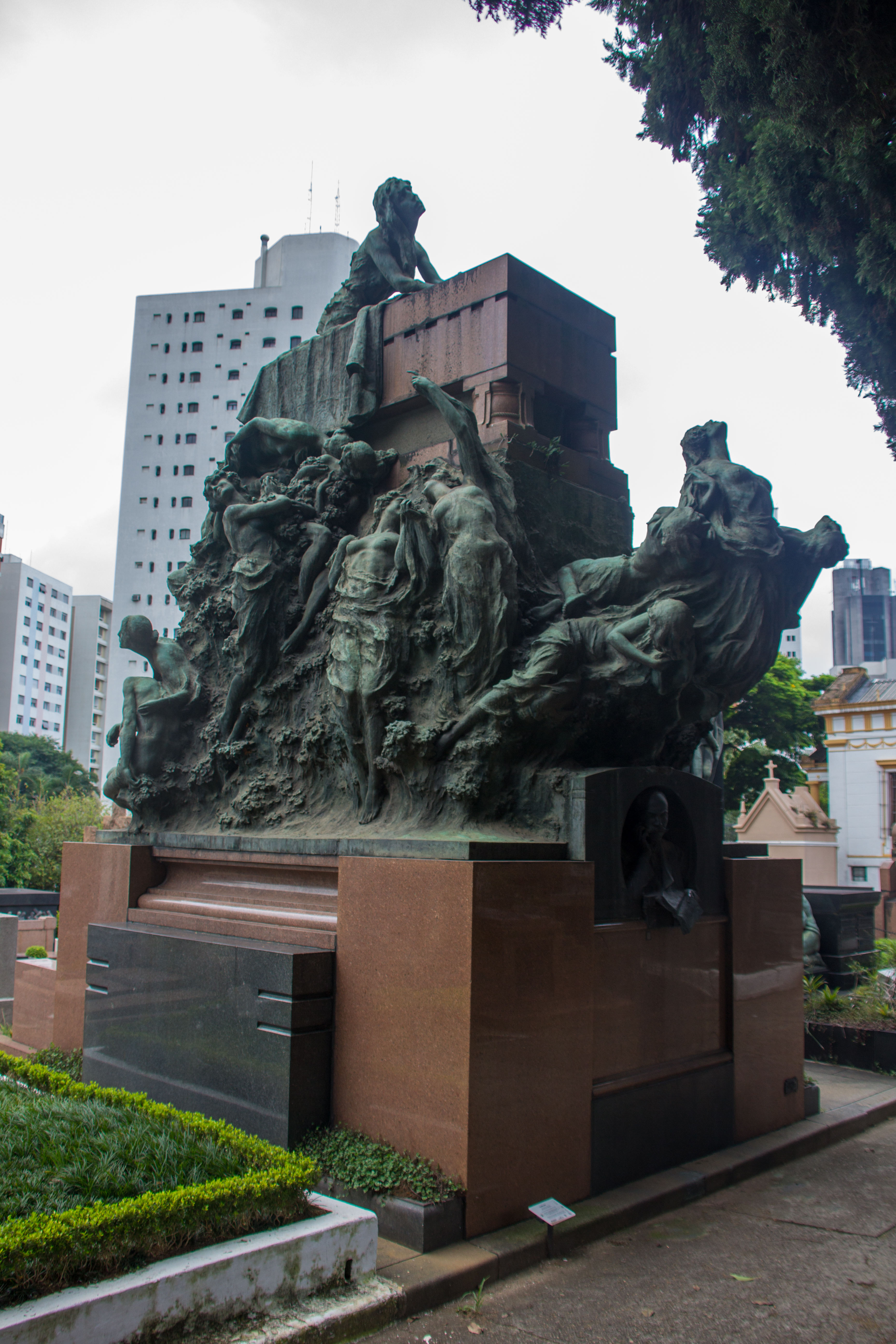
Monumento da Família Jafet (1925-1932) - Cemitério da Consolação
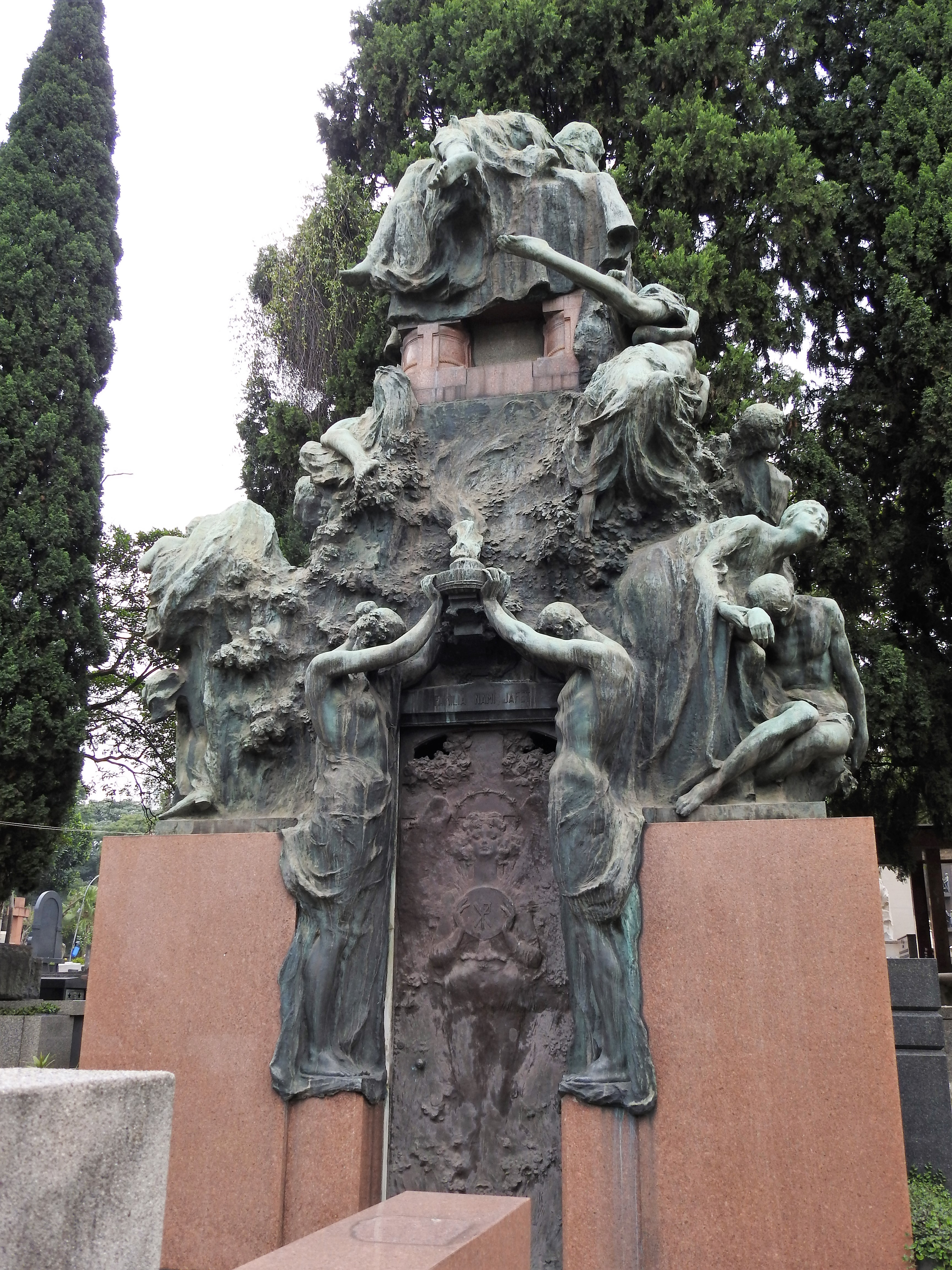
Monumento da Família Jafet (1925-1932) - Cemitério da Consolação
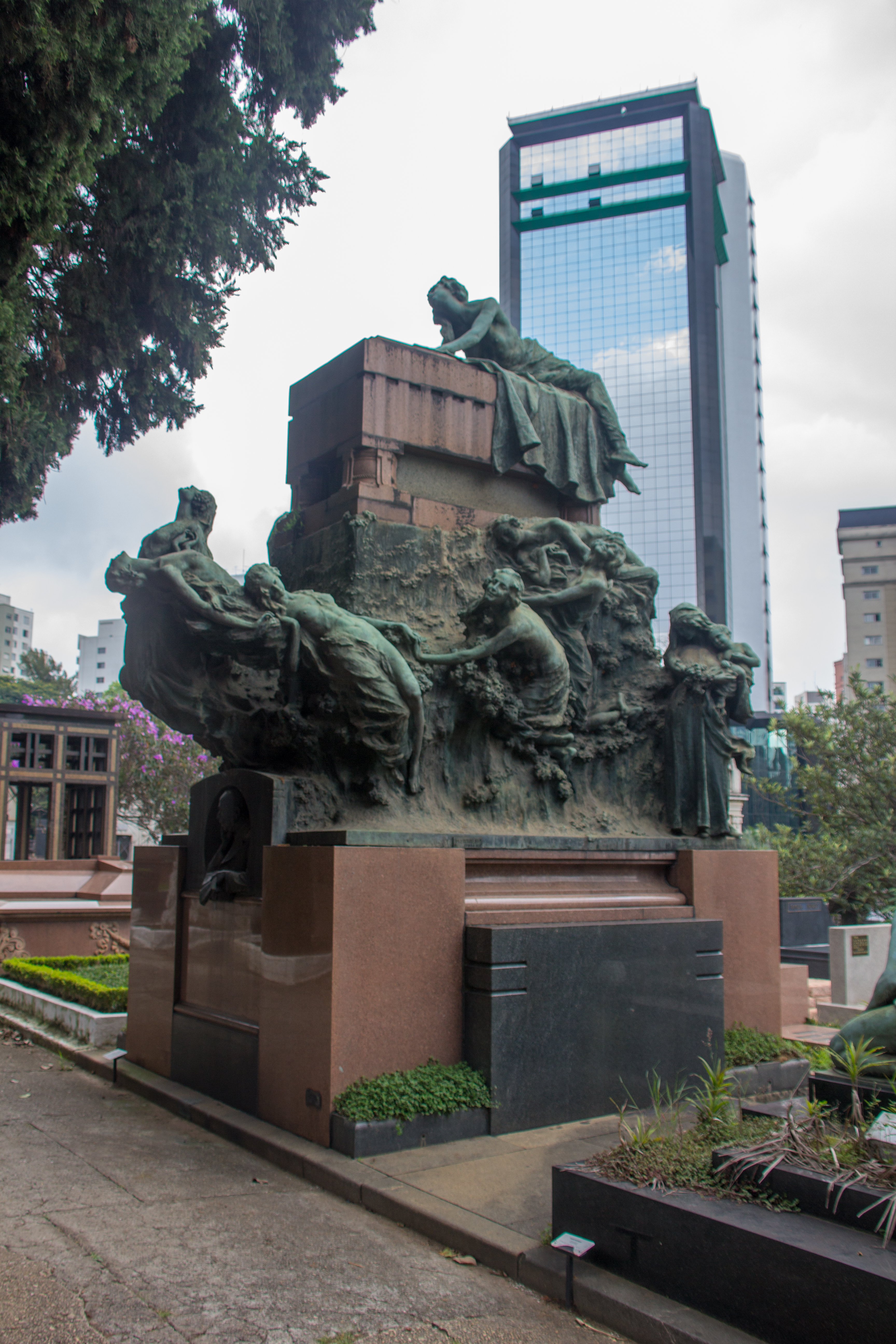
Monumento da Família Jafet (1925-1932) - Cemitério da Consolação
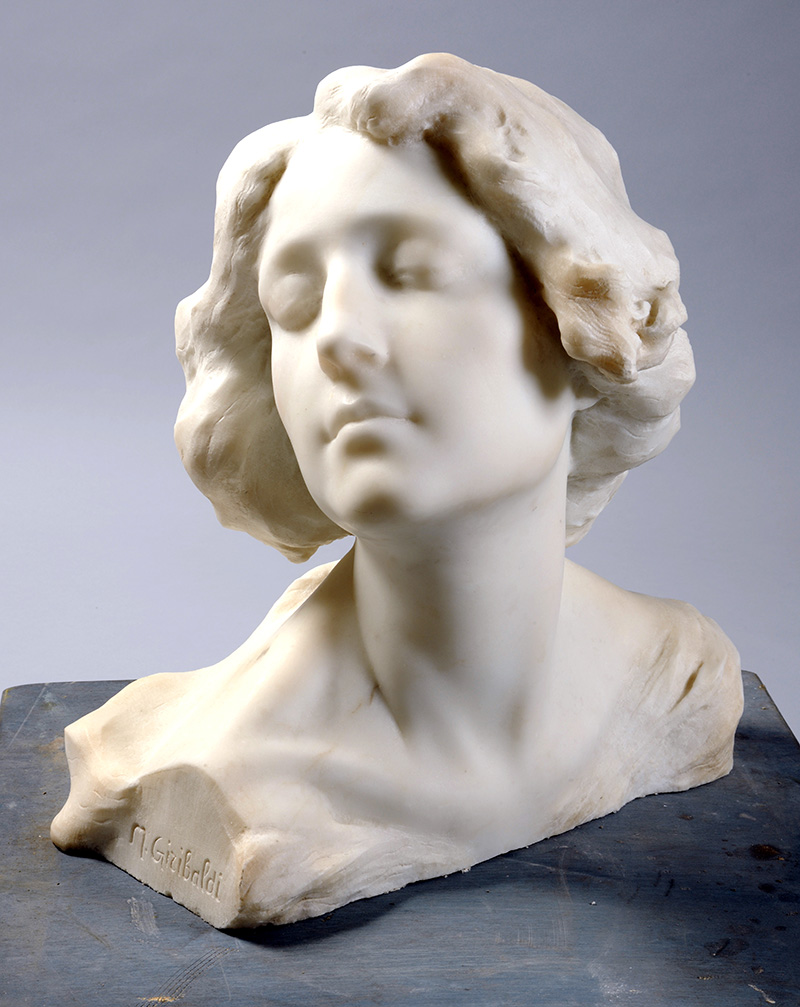
Busto femminile (c.1907-1925) - Palazzo Mazzetti
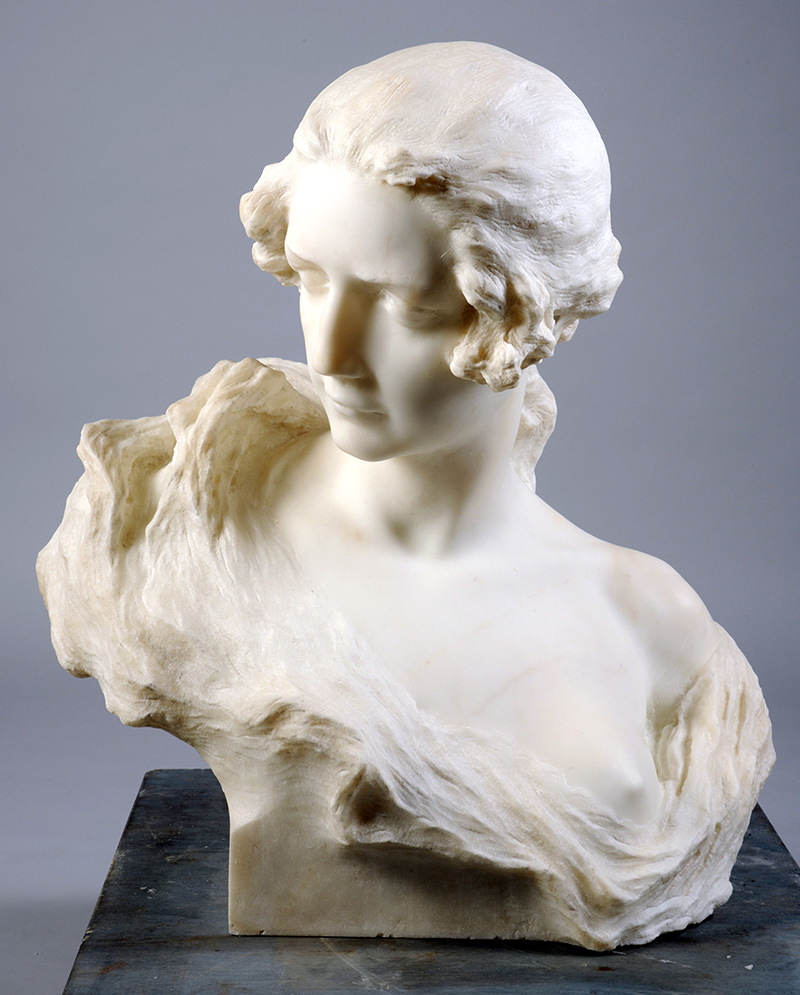
Busto femminile (c.1907-1925) - Palazzo Mazzetti
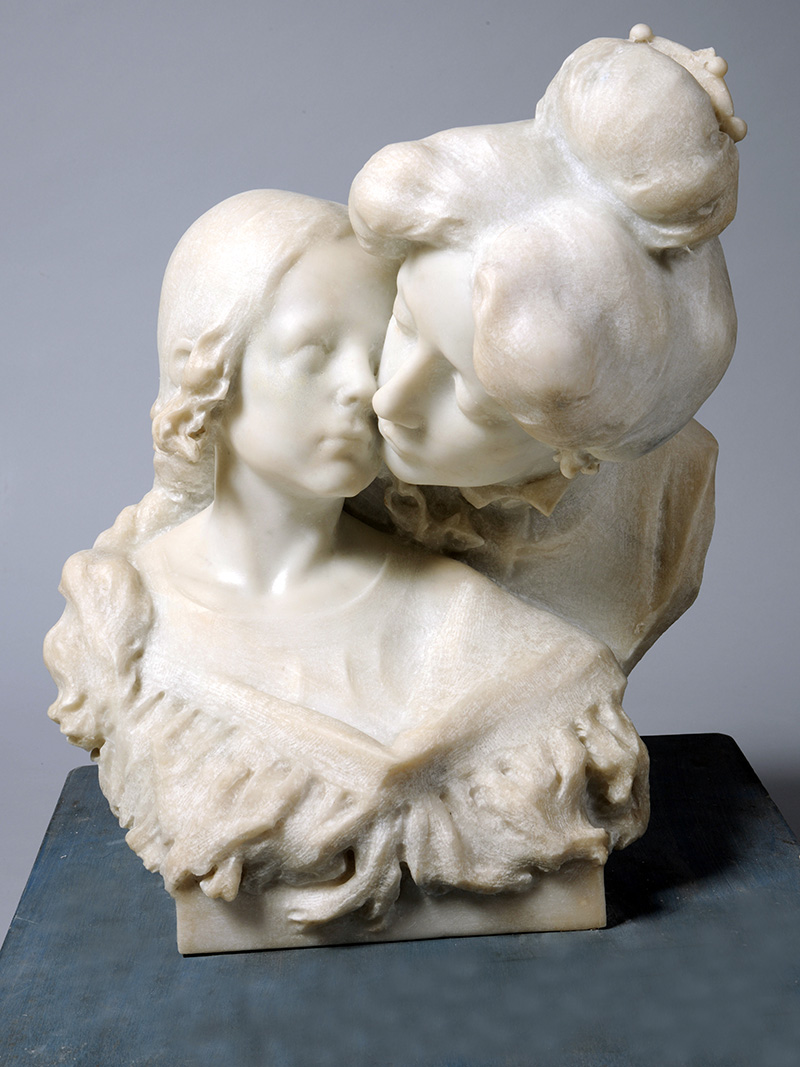
Madre che bacia la figlia (c.1907-1925) - Palazzo Mazzetti
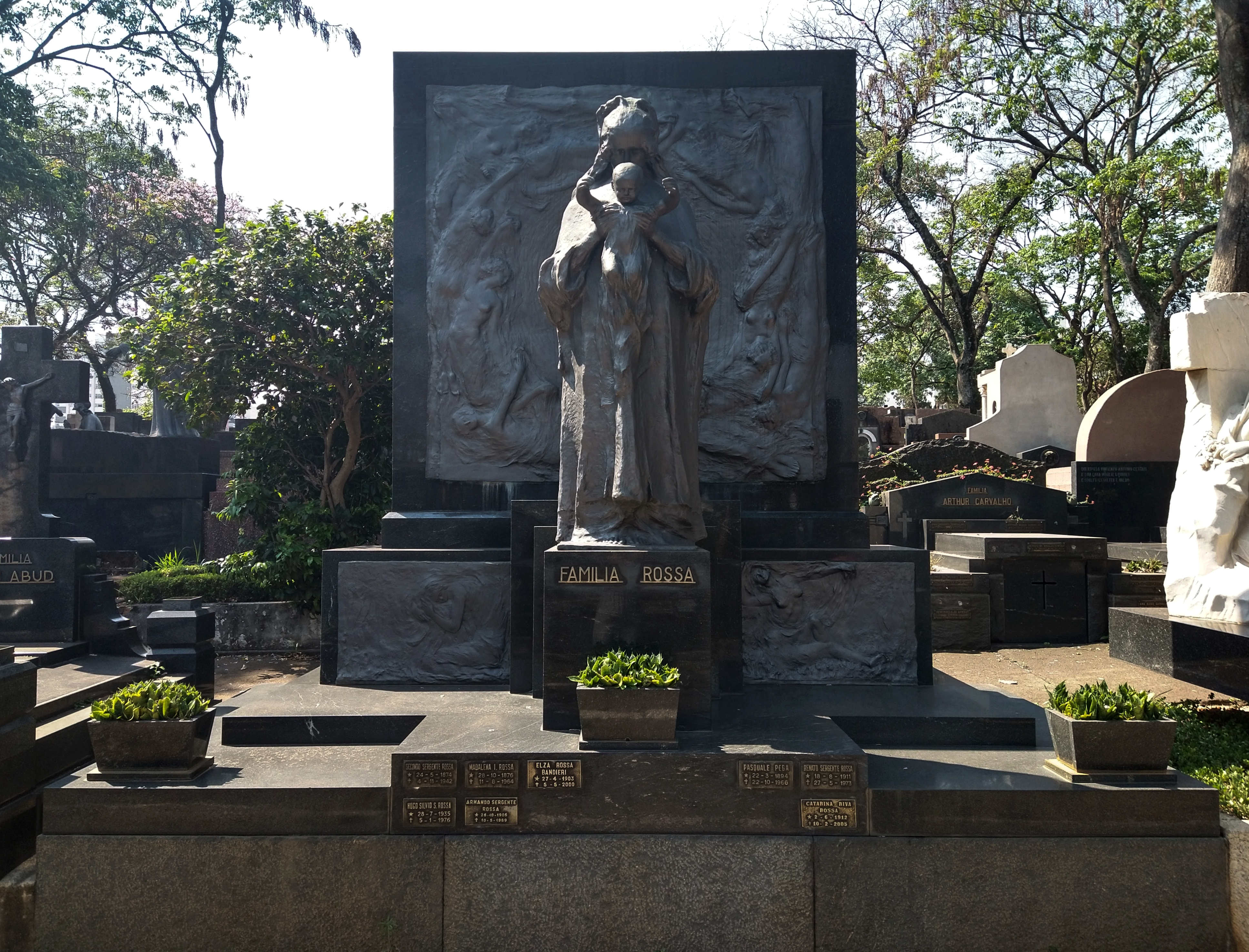
Monumento da Família Rossa (1942) - Cemitério São Paulo
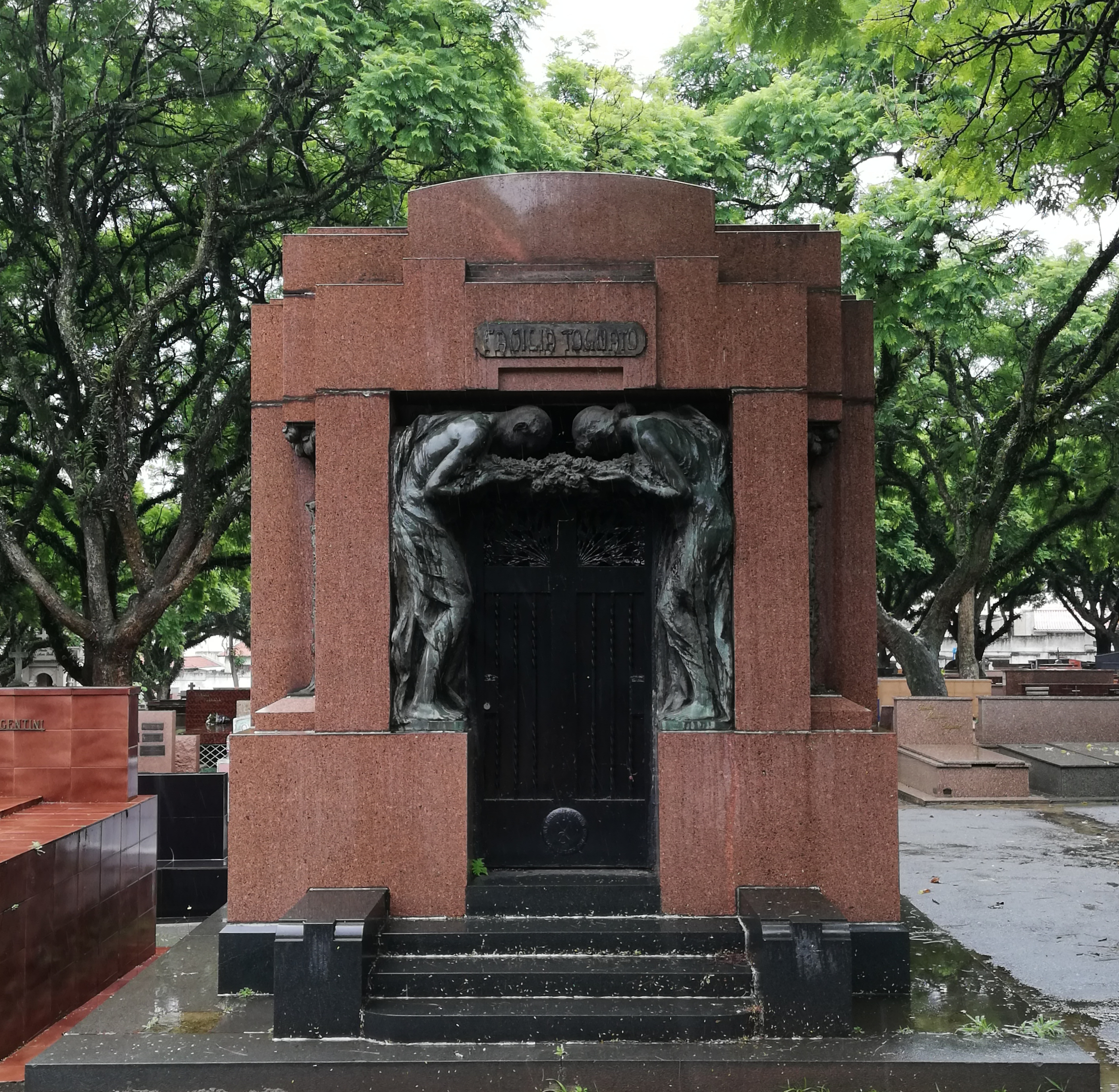
Mausoléu da Família Tognato (1935) - Cemitério de Santo André
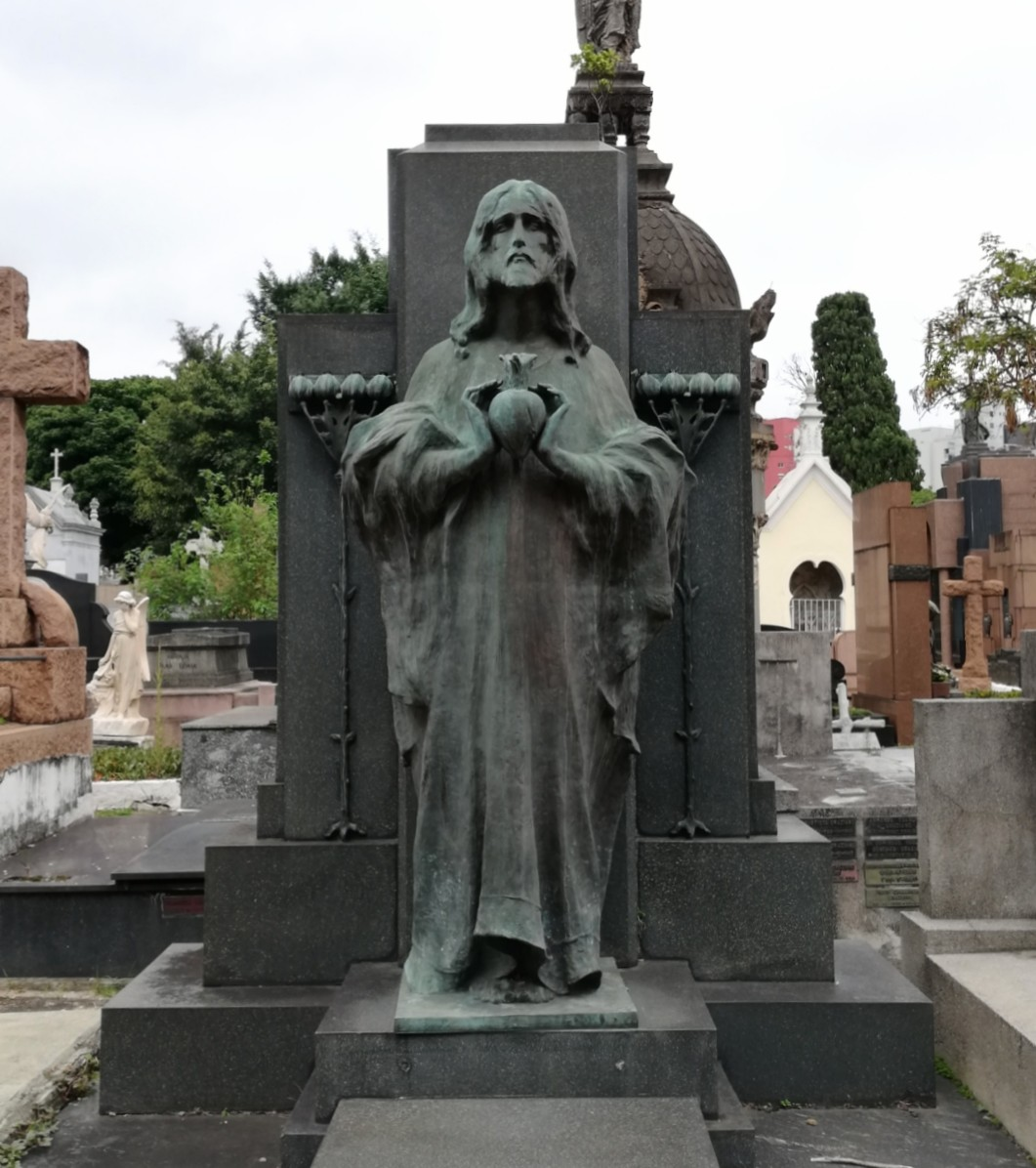
Tumba Vergueiro Rudge (1931) - Cemitério da Consolação
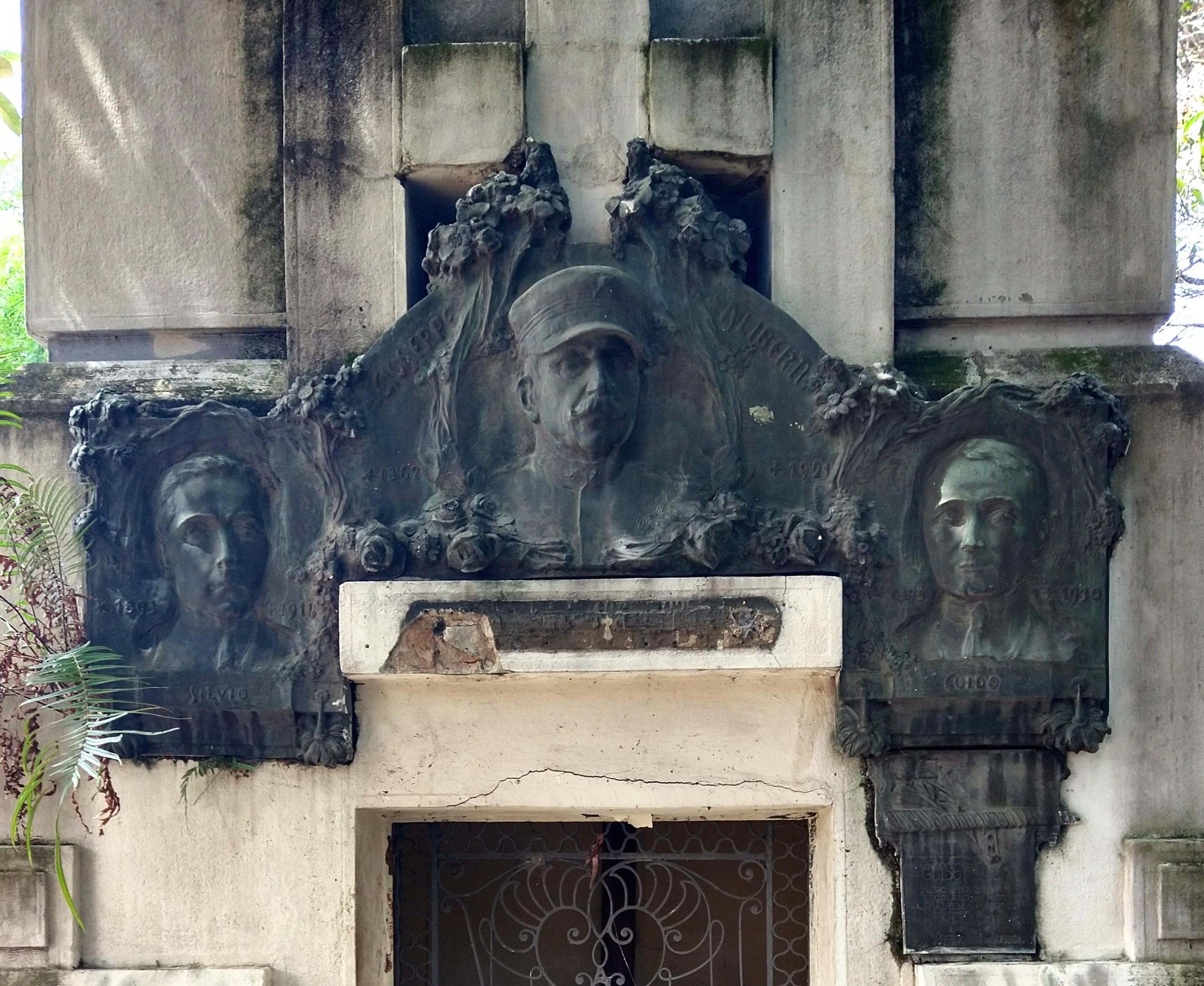
Placa memorialista Aliberti - Cemitério do Araçá
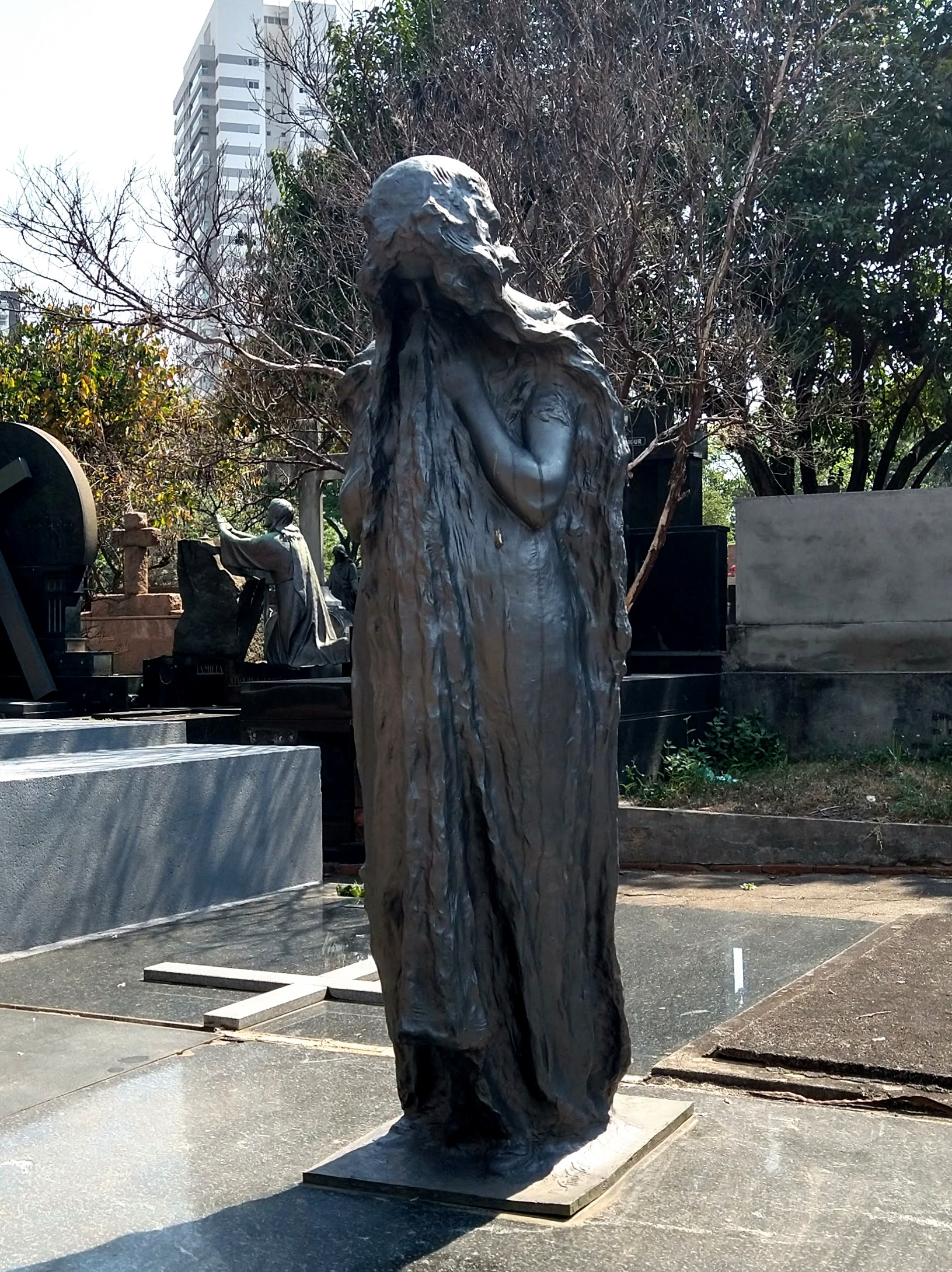
Tumba Carlo Mauro (1938) - Cemitério São Paulo
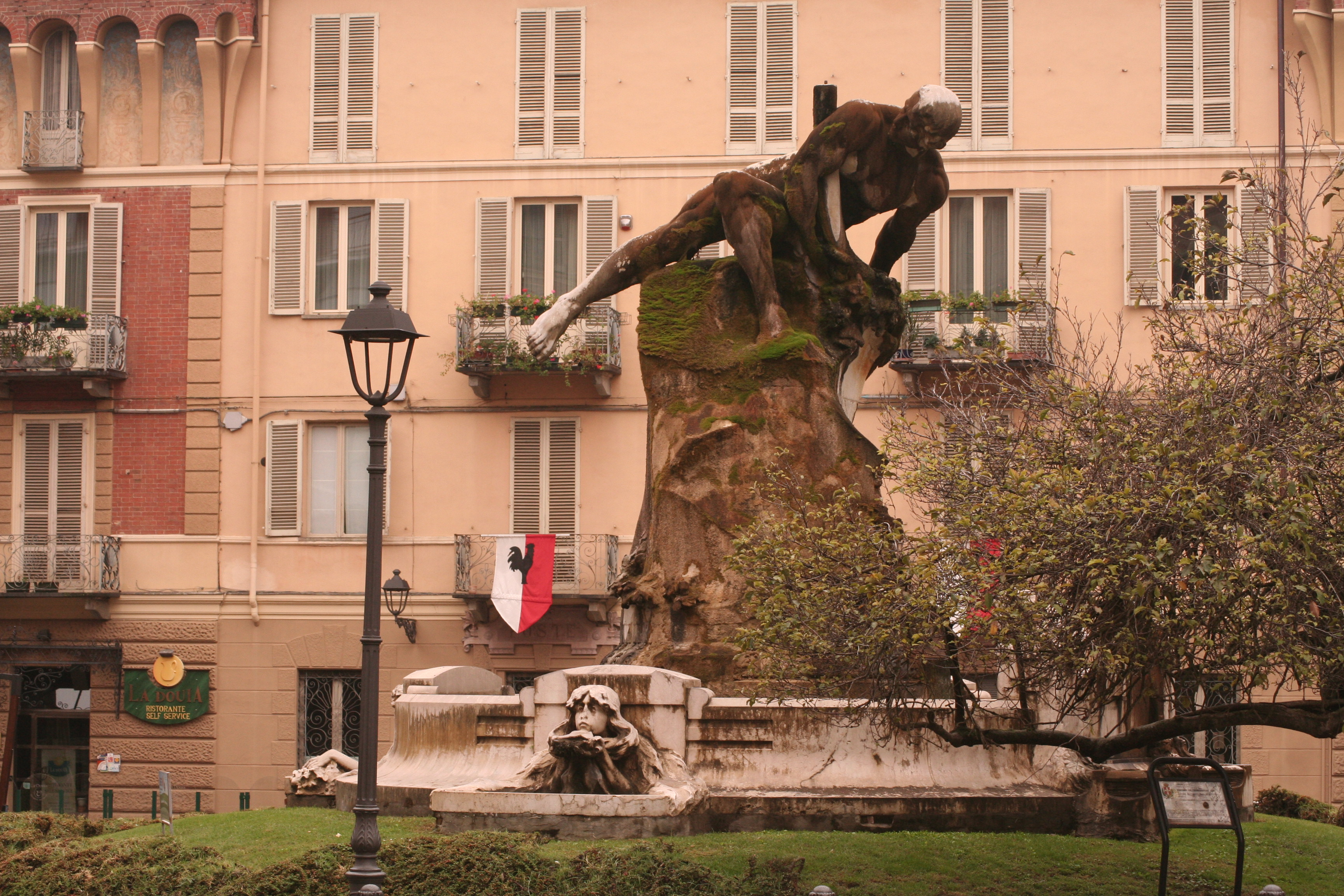
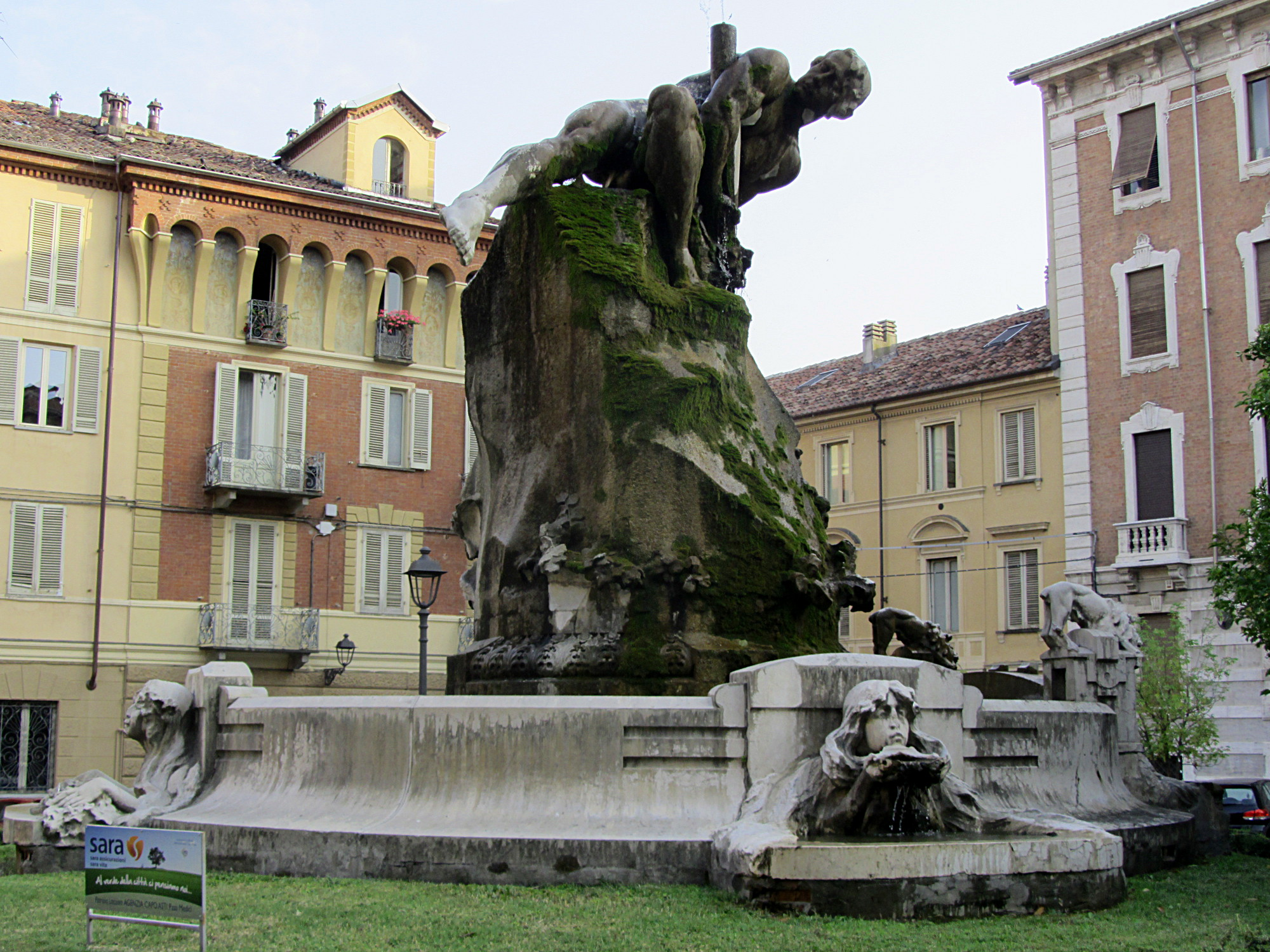
Fonte Monumental Medici (1908) - Asti
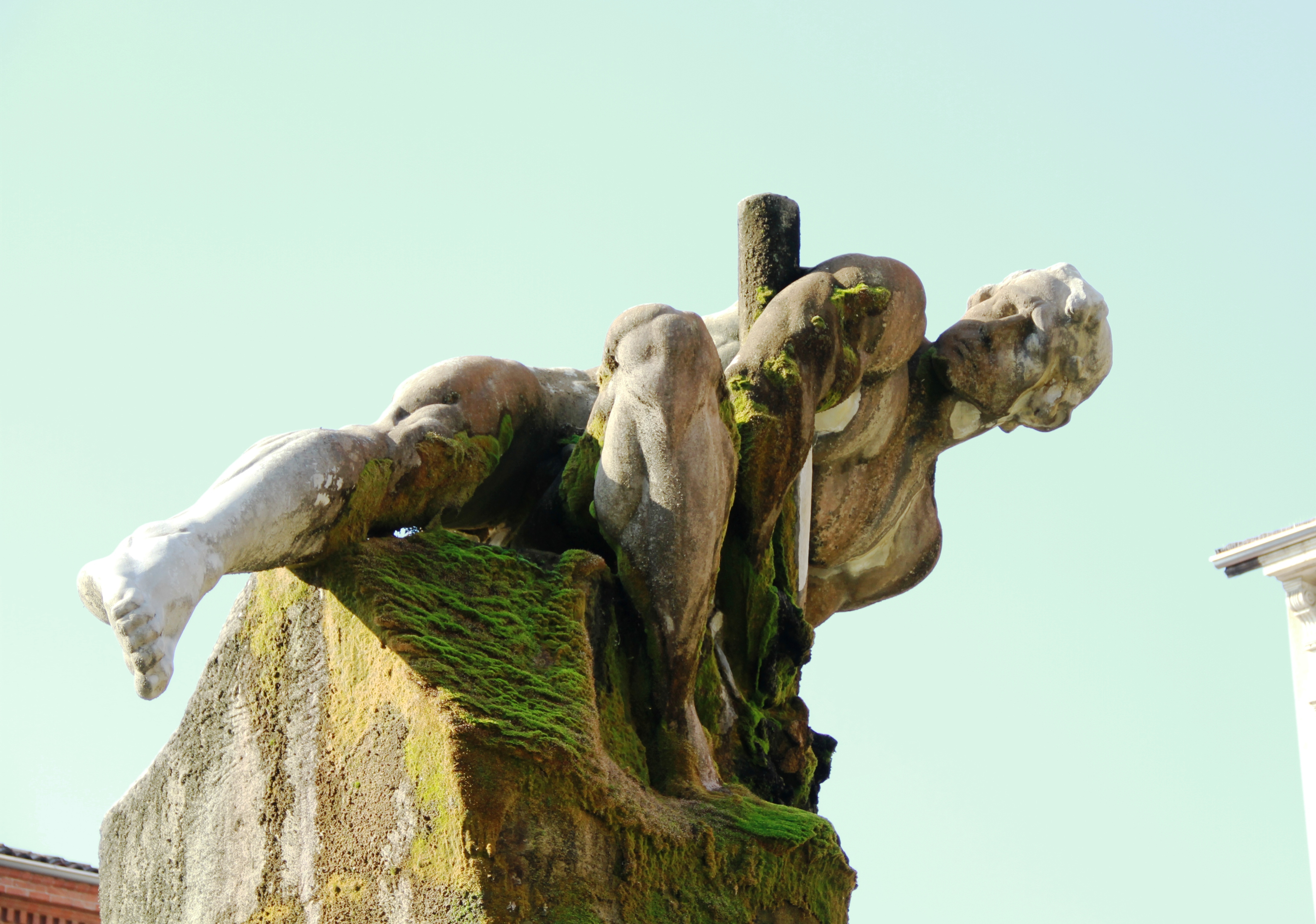
Fonte Monumental Medici (1908) - Asti
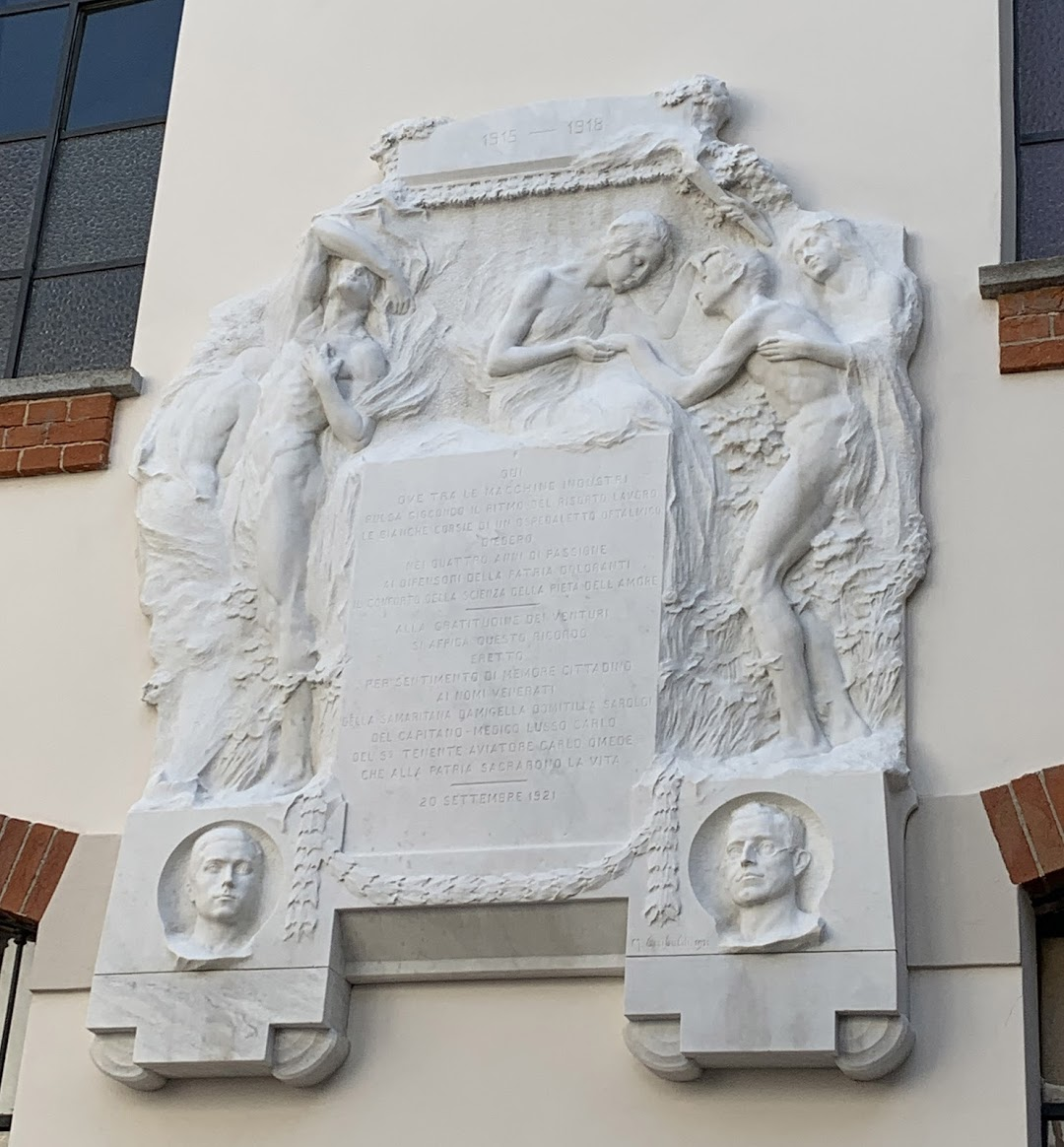
Monumento Saroldi-Lusso-Omedè (1921) - Asti
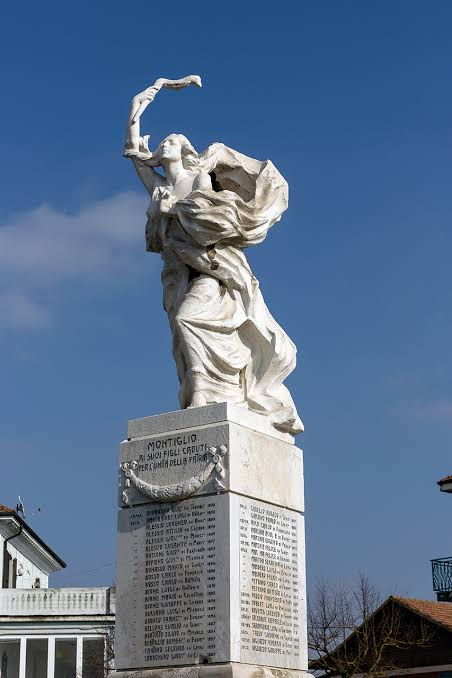
Monumento aos Soldados Mortos de Montiglio (1923)
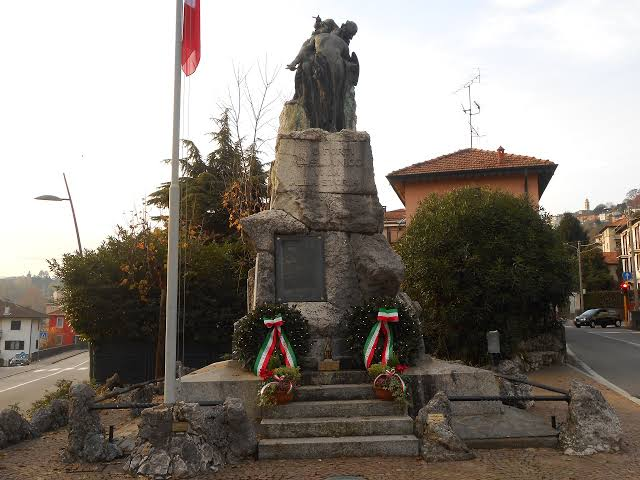
Monumento aos Soldados Mortos de Maslianico (1922)
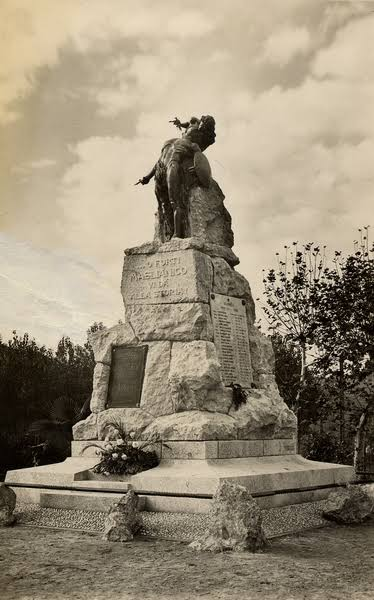
Monumento aos Soldados Mortos de Maslianico (1922)
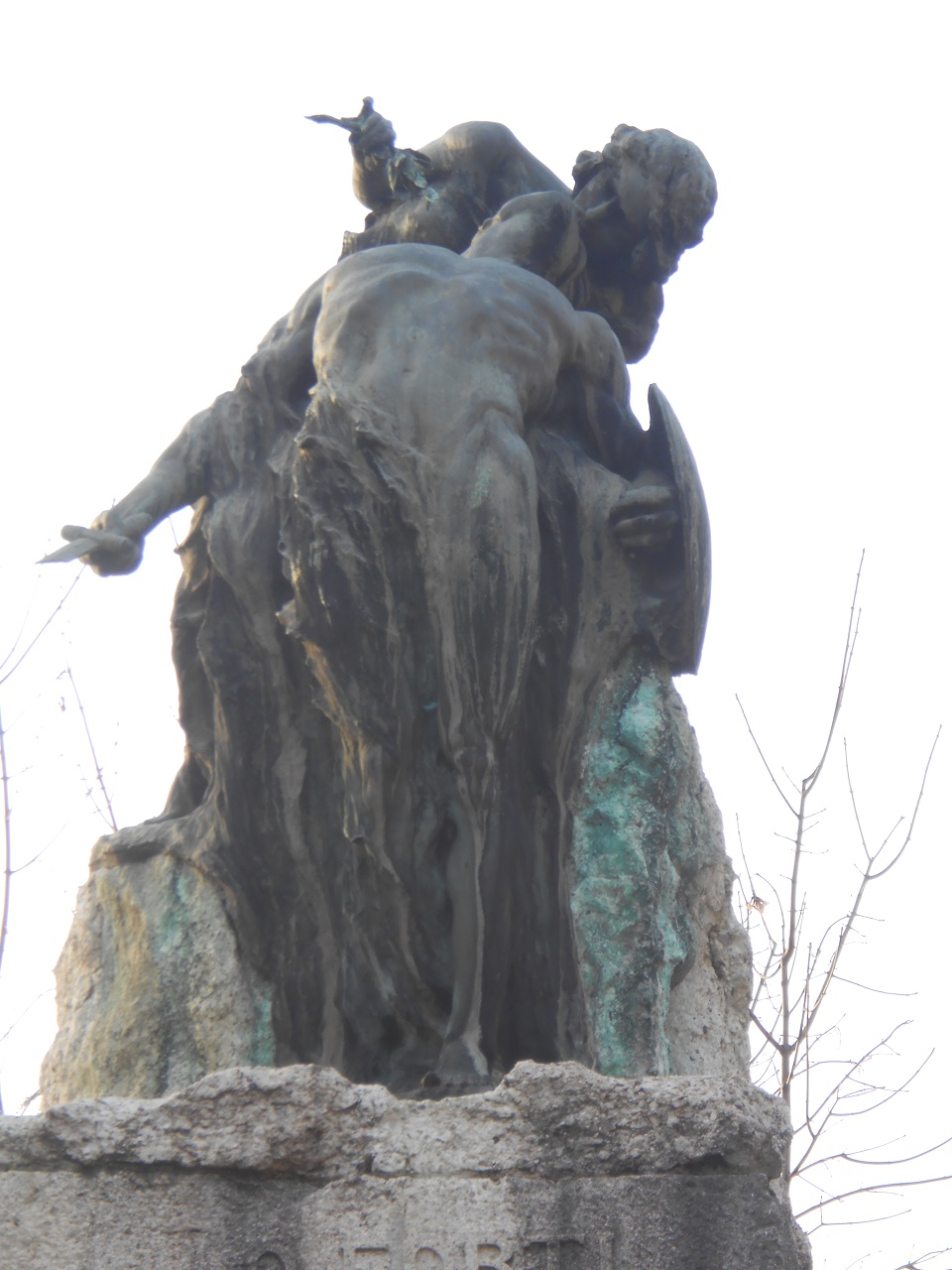
Monumento aos Soldados Mortos de Maslianico (1922)
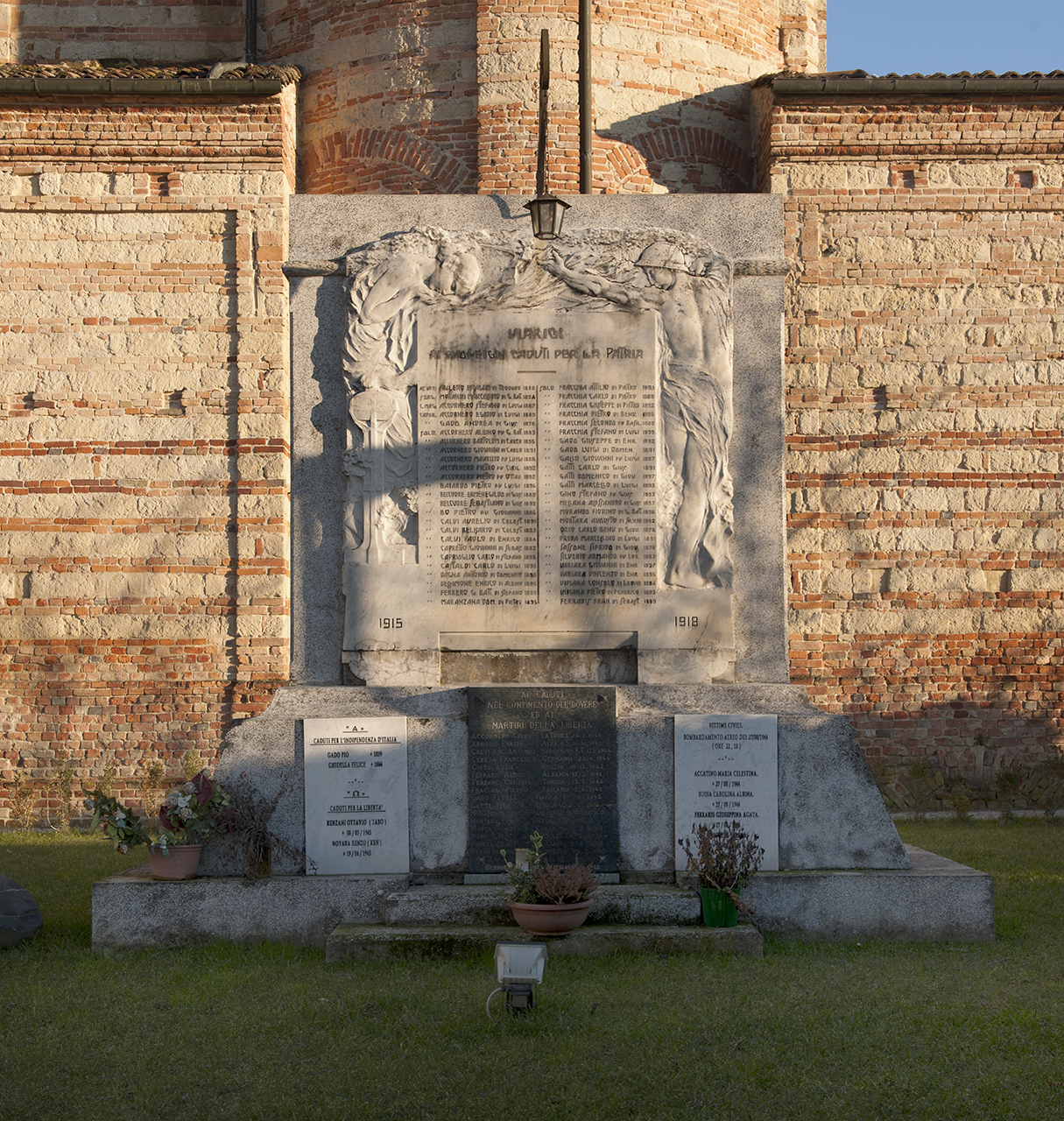
Monumento aos Soldados Mortos de Viarigi (1924)